# 幹大事
〈幹大事BIG THING〉是台灣嘻哈團體頑童MJ116於2017年11月16日發行的歌曲，由頑童MJ116作詞、作曲，王淳壹編曲，收錄於同名專輯《幹大事BIG THING》。

## 背景
三人一致認為，專輯同名歌曲〈幹大事〉最能代表現階段的自己。歌詞所展現的追求夢想的決心不可小覷，音樂節奏緊湊、直擊心靈，音樂錄影帶中展示了追逐夢想的壯闊場景，包括飛行直升機、多輛豪華轎車、名車，以及一眾支持者和好友的助陣。我們相信在實現夢想的道路上，必須大膽行動，「要追，當然得追逐夢想的大事！」